# Phenacoccus manihoti
Phenacoccus manihoti är en insektsart som beskrevs av Matile-ferrero 1977. Phenacoccus manihoti ingår i släktet Phenacoccus och familjen ullsköldlöss. Inga underarter finns listade i Catalogue of Life.